# Masayoshi Son
Masayoshi Son (孫 正義?, Son Masayoshi, 손정의?, Son Jeong-uiLR; Tosu, 11 agosto 1957) è un imprenditore e dirigente sportivo giapponese di origine coreana.
Fondatore e amministratore delegato della holding finanziaria multinazionale SoftBank, è amministratore delegato di SoftBank Mobile, presidente della Sprint Corporation con sede negli Stati Uniti e presidente della britannica ARM Holdings. Secondo la rivista Forbes, il patrimonio netto stimato di Son è nel 2022 di 22,7 miliardi di dollari, facendo di lui l'uomo più ricco del Giappone (nonostante abbia perso circa 70 miliardi di dollari durante la bolla finanziaria delle dotcom del 2000 quando ne aveva in portafoglio 800, quasi tutte fallite) e il 29° più ricco al mondo. Forbes lo descrive anche come un filantropo.

## Biografia
Son è nato in una piccola città dell'isola meridionale del Giappone, Kyūshū, dove dalla Corea erano emigrati i suoi nonni. La famiglia di Son, come le altre famiglie con discendenza coreana, fu costretta dal governo ad adottare cognomi giapponesi.  Loro hanno adottato il cognome giapponese Yasumoto ( 安 本 ), cercando di evitare la discriminazione a cui i coreani erano soggetti in quel periodo in Giappone. Son ha così usato questo cognome sin da bambino. All'età di 16 anni è andato a studiare in California dove ha terminato il liceo in un college di South San Francisco, quindi si è trasferito all'Università della California a Berkeley, dove si è laureato nel 1980 in economia studiando contemporaneamente informatica. 
Grazie ad un microchip inserito in una rivista, Son si è convinto all'età di 19 anni che la tecnologia informatica avrebbe innescato la prossima rivoluzione commerciale. Già come studente, inventa con l'aiuto di alcuni professori un traduttore elettronico che è riuscito poi a vendere a Sharp Corporation per 1,7 milioni di dollari. Importa anche a credito dal Giappone macchine usate per videogiochi, riuscendo poi ad installarle in dormitori e ristoranti: un business che gli ha procurato 1,5 milioni di dollari.

### SoftBank

#### Yahoo! e Sprint
Nel 1981 torna in Giappone decidendo di usare il suo cognome da coreano (prenderà la cittadinanza giapponese solo nel 1990).. Fonda una società di software chiamata SoftBank.
Son investe molto presto nelle aziende Internet. A metà degli anni novanta porta SoftBank in Borsa conservando una quota di poco superiore al 19% e diventando un miliardario. Nel 1995 acquisisce una quota di Yahoo!, rileva Nippon Credit Bank, nel 1999 investe 20 milioni di dollari in Alibaba, la concorrente cinese di Amazon fondata da Jack Ma, investe in E*Trade. Sebbene la partecipazione di SoftBank in Yahoo! Japan sia poi scesa al 7%, Son lancia (insieme a Yahoo!) Yahoo! Japan che diventerà il più grande motore di ricerca del Giappone, fonda Yahoo! BroadBand nel settembre 2001 che in seguito acquisisce Japan Telecom, all'epoca la terza più grande broadband e provider di telefonia fissa con 600.000 abbonati residenziali e 170.000 commerciali.  Yahoo! BB è ora il principale fornitore di banda larga del Giappone.
Il 17 marzo 2006 acquisisce Vodafone KK per circa 1,75 trilioni di yen giapponesi (circa US $ 15,1 miliardi). E Masayoshi Son ne diventa l'amministratore delegato.
Nel 2012 rileva per 20 miliardi di dollari il 76% dell'azienda di telecomunicazioni americana Sprint, sede nel Kansas e terza nel mobile, arrotondando in seguito la partecipazione sino all'80% del capitale. Nel 2013 Forbes inserisce Masayoshi Son detto "Masa" al 45º posto della lista delle persone più potenti del mondo.

### ARM Holding
Nell'estate 2016 acquisisce l'inglese ARM Holdings, specializzata in alta tecnologia, per un totale di 24 miliardi di sterline (31 miliardi di dollari): è la più grossa acquisizione di una società tecnologica europea.

### Vision Fund
Nel 2017 lancia Vision Fund, il più grande fondo di private equity nella storia dell'industria tecnologica, raccogliendo 100 miliardi dagli investitori tra cui figurano i fondi sovrani dell'Arabia Saudita e di Abu Dhabi, Apple, Sharp, il fondatore di Oracle, Larry Ellison, l'azienda di semiconduttori Qualcomm. Ne ha già impiegati 56.
il Vision Fund da 100 miliardi di dollari, aveva lo scopo di investire in tecnologie emergenti come l'intelligenza artificiale (AI), la robotica e l'internet delle cose. A partire dal 2019, mirava a quasi raddoppiare il suo portafoglio di società di intelligenza artificiale da 70 a 125. Tuttavia, ha anche investito in società presumibilmente focalizzate sulla rivoluzione del settore immobiliare, dei trasporti e della vendita al dettaglio. Son ha affermato che avrebbe stabilito connessioni personali con gli amministratori delegati di tutte le società finanziate da Vision Fund al fine di migliorare la creazione di sinergie intrecciate tra tali società.  Son ha pianificato di raccogliere $ 100 miliardi per un nuovo fondo ogni pochi anni, investendo circa $ 50 miliardi all'anno in startup. Nel 2019 è stato creato un secondo Vision Fund con un obiettivo di $ 108 miliardi, di cui $ 38 miliardi proverrebbero dalla stessa Softbank. Ma l'importo è stato ridotto a causa della mancanza di partner di investimento oltre allo stesso Softbank Group e Masayoshi Son. 
A partire dal 2020, il primo fondo aveva investito in 88 società tra cui Coupang, Didi, Doordash, Fanatics, Grab, Oyo, Payt, Uber e WeWork, ma avevano subito una goffa caduta in disgrazia poiché la pandemia di COVID-19 e un giro di vite normativo cinese hanno accelerato l'esposizione delle debolezze del portafoglio del conglomerato giapponese di gestione degli investimenti. Son divenne noto come investitore azionario dopo la rapida ascesa di Alibaba Group. Aveva investito 20 milioni di dollari in Alibaba di Jack Ma nel 2000, quando era una giovane startup cinese, anche se purtroppo ha perso le prime opportunità di investire sia in Amazon che in Tesla. Inoltre, ha aumentato il suo profilo globale come investitore azionario da quando ha avviato Softbank Vision Fund nel 2017, creando un veicolo di investimento senza precedenti di quasi $ 100 miliardi per sostenere le startup tecnologiche. 
Ma nel 2021, stava ancora lottando per convincere gli investitori del valore dei suoi sforzi, in parte a causa di fiaschi e perdite fastidiose con società come WeWork, OneWeb, Wirecard, OYO Rooms, Katerra o Greensill Capital, e le azioni del Gruppo SoftBank sono state scambiate cronicamente molto al di sotto del valore delle sue attività riflettendo uno sconto, associato a passività fiscali, rischi, performance passate, perdite, commissioni di performance e alta probabilità di verificarsi di diversi scarti di garanzia. A ottobre 2021, Masayoshi Son aveva accelerato il ritmo dei suoi investimenti in startup quintuplicando il numero di società nel suo portafoglio Vision Fund 2 in meno di 9 mesi, SoftBank stava tagliando più accordi con meno personale che mai e l'importo medio dell'investimento per azienda era sceso da $ 943 milioni in Vision Fund 1 a $ 192 milioni in Vision Fund 2.
Il 25 giugno 2020 alla fine della riunione annuale con gli azionisti di SoftBank, si dimette dal consiglio di amministrazione del colosso cinese del commercio elettronico Alibaba Group Holding.

## Vita privata
Son ha incontrato sua moglie, Masami Ohno, mentre studiavano entrambi all'estero negli Stati Uniti. Hanno due figlie.  Vive a Tokyo in una villa a tre piani del valore di 50 milioni di dollari; la villa  ha una gamma di terreni da golf con tecnologia per imitare le condizioni meteorologiche e la temperatura dei migliori campi da golf del mondo. Ha anche comprato una casa vicino alla Silicon Valley a Woodside, in California, che gli è costata 117 milioni di dollari. Possiede i SoftBank Hawks, una squadra di baseball giapponese professionale.  Son è il secondo di tre fratelli. Il fratello minore, Taizo Son, è un imprenditore e investitore, avendo fondato GungHo Online Entertainment e la società di venture capital Mistletoe.